# USS Capps (DD-550)
El USS Capps (DD-550) fue un destructor de la clase Fletcher perteneciente a la Armada de los Estados Unidos que recibía su nombre en honor al almirante Washington L. Capps (1864–1935).
El Capps fue botado el 31 de mayo de 1942 por la Gulf Shipbuilding Corp en Chickasaw, Alabama, y fue asignado el 23 de junio de 1943, bajo el mando de B. E. S. Trippensee, e incorporado a la flota del atlántico de los Estados Unidos.

## Historial de Servicio

### Armada de los Estados Unidos
El Capps partió de Nueva York el 7 de septiembre de 1943 para incorporarse a las operaciones de lucha contra las potencias del ejer en ambos escenarios de operaciones, navegó en un convoy con rumbo a Scapa Flow, Escocia, a donde llegó el 17 de septiembre para realizar ejercicios con la Home Fleet británica. formando parte de una fuerza de buques estadounidenses y de otras nacionalidades, liderada por el USS Ranger (CV-4), el Capps partió de Scapa Flow el 3 de octubre para cruzar el círculo ártico para realizar su primer ataque sobre buques alemanes en el puerto noruego de Bodø. Los buques y el puerto, fueron dejados en llamas o hundiéndose, y el Capps retornó a Scapa Flow sin recibir daños de los ataques aéreos de los alemanes. El 7 de octubre, el Capps partió con otros tres destructores con rumbo a Gibraltar, donde debían dar escolta a dos acorazados y dos Portaaviones de la Royal Navy de retorno a Scapa Flow. Posteriormente, y con base en Scapa Flow, dio escolta en aguas del norte  entre el 29 de octubre y el 8 de noviembre a un convoy a Múrmansk, y participó en la caza del Tirpitz y del Scharnhorst.
El Capps partió de Scapa Flow el 22 de noviembre de 1943 con rumbo a Boston, Massachusetts, a donde arribó el 4 de diciembre. veinte días después, partió con rumbo a Nueva Orleans, Luisiana, donde se unió como escolta para un convoy de tropas a Pearl Harbor, a donde arribó el 20 de enero de 1944. protegiendo otro convoy, el Capps navegó a Funafuti, desde donde operó en misiones de patrulla en el atolón de Tarawa, el de Butaritari, y Kwajalein al inicio de la campaña de las islas Marshall. Se vio forzado a retornar a San Francisco por la avería de una cladera. El Capps retornó a la acción en Majuro el 23 de abril, y fue asignado a patrullas como escolta antiaérea y antisubmarina. En mayo, realizó tareas de escolta a convoyes a Pearl Harbor, retornando a Eniwetok el 14 de junio. Con esta base, el destructor, proporcionó apoyo durante la campaña de las islas Marianas, posteriormente, se trasladó a la Isla Manus en agosto para continuar sus operaciones logísticas con la tercera flota de los Estados Unidos al oeste de las Carolinas. El Capps formó parte de una serie de ataques cruciales a los japoneses preparatorios para la Batalla de Leyte, y el Capps se unió a un grupo de portaaviones que lanzaron ataques aéreos contra Manila el 25 de noviembre. Continuó con sus actividades con la tercera flota hasta finales de año, cuando realizó tareas como buque-radar durante un mes, en el servicio de rescate, y dando escolta a convoyes desde Saipán a Guam, Eniwetok, y Ulithi. El 1 de febrero de 1945, se presentó en Ulithi para entrenamiento con el equipo de demoliciones subacuáticas para preparar la invasión de Iwo Jima, para la cual partió el 14 de febrero.
Arribó a Iwo Jima el 16 de febrero de 1945, El Capps disparó sus cañones en un bombardeo intensivo preinvasión. Su equipo de demoliciones submarino fue desembarcado y comenzó sus tareas para preparar la playa para el asalto, y el Capps mantuvo su línea de fuego durante 3 semanas, disparando más de 2600 proyectiles de 127 mm contra las posiciones que defendían la isla. su armamento antiaéreo, hubo de ser diaparado contra los ataques aéreos, y cada noche, proporcionaba una constante iluminación para prevenir ataques sorpresa desde la costa.
Con solo 8 días para reabastecerso, el Capps navegó dando cobertura a portaaviones de escolta en la Batalla de Okinawa. Durante los 82 días siguientes, solo durante 6 horas ancló en Kerama Retto. el Capps navegó a través de las aguas minadas de Nansei Shoto, protegiendo a los portaaviones de escolta, rescatando a pilotos derribados, y luchando contra los ataques de los kamikazes. Aunque un kamikaze explotó a bordo el 3 de abril de 1945, el Capps realizó sus labores sin daños de importancia. El Capps arribó a San Pedro (California), el 9 de julio. fue dado de baja y puesto en reserva en la base naval de Long Beach el 15 de enero de 1947, y fue alquilado a España bajo el programa de asistencia militar mutua el 15 de mayo de 1957 nacido tras los acuerdos de 1953.

### Armada Española
El buque, sirvió en la armada española con el nombre Lepanto (D21), en memoria de la batalla de Lepanto de 1571, en la cual, la Liga Santa liderada por España, derrotó al Imperio otomano.
Formó parte de la 21.ª Escuadrilla de Destructores, con base en Cartagena. En abril de 1977, durante el transcurso de las maniobras Phiblex A-77, Embarrancó en la costa de Almería a la altura de Carboneras por un error del radar, pudiendo ser de nuevo puesto a flote.
El 11 de enero de 1978, zarpó de Cartagena  junto a la fragata Extemadura y al destructor Almirante Valdés de su misma clase con rumbo a Barcelona para participar en la inauguración del Salón Náutico Internacional. El 9 de agosto de 1978, participó en ejercicios antisubmarinos en aguas de Cartagena junto con la fragata Extremadura, el destructor Roger de Lauria, el Dédalo y el submarino estadounidense USS Shark.
En octubre de 1978, participó en el rescate de los tripulantes del pesquero onubense Génesis, ametrallado cuando faenaba frente al Sahara. A partir de 1980 fue transferido a las Fuerzas de Vigilancia Marítima, prestando servicio como patrullero de altura en la Zona Marítima del Cantábrico. El 12 de diciembre de 1983, mientras se encontraba fondeado en Ferrol, sufrió un incendio que se inició en la cocina y afectó fundamentalmente a la zona de camarotes, y que tras 5 horas, pudo ser controlado. Fue dado de baja el 31 de diciembre de 1985, y posteriormente, fue desguazado.

## Recompensas
El USS Capps recibió en total 7 estrellas de batalla por sus servicios durante la Segunda Guerra Mundial.